# Morestel
Morestel település Franciaországban, Isère megyében. Lakosainak száma 4416 fő (2022. január 1.). Morestel Saint-Victor-de-Morestel, Vézeronce-Curtin, Le Bouchage és Arandon-Passins községekkel határos.

## Népesség
A település népességének változása:
| Lakosok száma | 1782 | 2738 | 2972 | 3841 | 4248 | 4364 | 4469 | 4526 | 4492 | 4416 |
|               | 1968 | 1982 | 1990 | 2006 | 2013 | 2015 | 2017 | 2019 | 2020 | 2022 |